# Rudolf del Cott
Rudolf del Cott, slovenski zdravnik radiolog in leksikograf - medicinski terminolog * 3. marec 1904, Trst, † 17. september, 1991, Ljubljana.

## Življenje in delo
Po 1. svetovni vojni se je preselil v Ljubljano, tu končal gimnazijo in se vpisal na novoustanovljeno medicinsko fakulteto. Študij je nadaljeval v Innsbrucku, kjer je leta 1931 tudi diplomiral. Po končanem študiju je specializiral radiologijo pri nestorju slovenske radiologije dr. Alojzu Kunstu, kasneje pa tudi v tujini. Po končani specializaciji se je lotil dela in inovacij na rentgenološkem oddelku v ljubljanskem Sanatoriju Emona. Tam je zdravil tudi prve ranjene partizane in bil zato zaprt in interniran. Po osvoboditvi je kot vodja radiološkega oddelka delal v ljubljanski vojaški bolnišnici in kasneje na Polikliniki. Na medicinski fakulteti v Ljubljani je bil prvi predavatelj mnogim generacijam študentov radiologije. Upokojil se je leta 1971. Njegovo odlično znanje grščine in latinščine mu je omogočilo, da je sestavil Medicinski terminološki slovarček (Ljubljana, 1961) in Medicinski terminološki slovar.(COBISS) Njegova bibliografija obsega 12 zapisov.